# Vejrø Sund
Vejrø Sund är ett sund i Danmark.   Det ligger i Region Mittjylland, i den centrala delen av landet, 120 km väster om huvudstaden Köpenhamn.